# 香取公園 (久喜市)
香取公園（かんどりこうえん）は埼玉県久喜市久喜本にある、久喜市が管理・運営する都市公園（近隣公園）である。

## 概要
久喜パークタウン地区内に中落堀川の調節地として設けられ、中心部をビオトープに、周辺部をジョギングロードとして整備された公園である。このため、敷地内は低湿地の水辺や陸地となっている。来園者は園内の野鳥観察広場などから、公園に集まってきた野鳥などを観察することもできる。野鳥としてはアオサギ・カイツブリ・カルガモなどの姿が見られる。また、ビオトープという特性上、公園内での花火や釣りは禁止されており、管理関係者以外は水辺に降りることは許可がなければできない。
香取（かんどり）という名称は、公園所在地付近の小字に由来する。
なお、香取公園より下流域の中落堀川流域（埼玉県道3号さいたま栗橋線の東側）に、香取公園とほぼ同様の機能を持つ古久喜公園が所在している。

## 施設
- 中落堀川の調節池
- ビオトープ
- 野鳥観察広場
- 野鳥観察園路
- ジョギングロード
- アスレチック広場

## 所在地
- 〒346-0031
- 埼玉県久喜市久喜本1311

## 交通
- JR宇都宮線（東北本線）・東武伊勢崎線「久喜駅」西口より久喜市内循環バス「久喜本循環」に乗車、「久喜北陽高校入口」[3]にて下車、バス停より約50 m（運賃：100円、1日乗車券は200円）。

## 周辺
- 埼玉県立久喜北陽高等学校
- 中落堀川
- 久喜パークタウン
- 久喜パークタウンショッピングセンター